# Caloplaca Cove
Die Caloplaca Cove ist eine Bucht an der Ostküste von Signy Island im Archipel der Südlichen Orkneyinseln. Sie liegt zwischen dem Rethval Point und dem Pantomime Point.
Das UK Antarctic Place-Names Committee benannte sie 1974 nach den Flechten der Gattung Caloplaca, welche die Kliffs entlang des Ufers der Bucht bewachsen.